# Idle Moments
Idle Moments è un album di Grant Green, pubblicato dalla Blue Note Records nel marzo del 1965.

## Tracce
Lato A
1. Idle Moments – 14:59 (Duke Pearson) – Registrato il 4 novembre 1963 al Rudy Van Gelder Studio di Englewood Cliffs, New Jersey
2. Jean De Fleur – 6:50 (Grant Green) – Registrato il 15 novembre 1963 al Rudy Van Gelder Studio di Englewood Cliffs, New Jersey

Durata totale: 21:49
Lato B
1. Django – 8:45 (John Lewis) – Registrato il 15 novembre 1963 al Rudy Van Gelder Studio di Englewood Cliffs, New Jersey
2. Nomad – 12:17 (Duke Pearson) – Registrato il 4 novembre 1963 al Rudy Van Gelder Studio di Englewood Cliffs, New Jersey

Durata totale: 21:02
Edizione in CD del 1999, pubblicato dalla Blue Note Records (7243 499003 2 5)
1. Idle Moments – 14:52 (Duke Pearson)
2. Jean De Fleur – 6:46 (Grant Green)
3. Django – 8:40 (John Lewis)
4. Nomad – 12:13 (Duke Pearson)
5. Jean De Fleur – 8:05 (Grant Green) – Bonus Track - Alternate Version
6. Django – 13:12 (John Lewis) – Bonus Track - Alternate Version

Durata totale: 63:48
Brani #5 e #6, registrati il 4 novembre 1963 al Rudy Van Gelder Studio di Englewood Cliffs, New Jersey

## Musicisti
- Grant Green - chitarra
- Joe Henderson - sassofono tenore
- Bobby Hutcherson - vibrafono
- Duke Pearson - pianoforte
- Bob Cranshaw - contrabbasso
- Al Harewood - batteria[3]

## Classifiche
| Classifica (2021) | Posizione massima |
| ----------------- | ----------------- |
| Grecia            | 52                |